# Climate fiction
Climate fiction è un filone della fantascienza che affronta la questione dei cambiamenti climatici attraverso la distopia e la fantascienza apocalittica e postapocalittica, descrivendo un futuro in cui l'uomo deve sopravvivere in un pianeta che ha subito dei mutamenti. Il termine "Climate fiction" viene anche abbreviato in Cli-Fi.

## Storia
Il termine è stato coniato da Dan Bloom nel 2007 per creare un sottogenere della fantascienza che avesse come tema i cambiamenti climatici.
Come notato da Susanne Leikam e Julya Leida, la climate fiction non costituisce in nessun modo una novità radicale. Storie che narrano dell’interferenza degli esseri umani sul clima si ritrovano già nei miti cosmogonici dei nativi americani, nella mitologia greca e nella poesia del Rinascimento inglese. Ciò che distingue la climate fiction è invece l’enfasi sull’essere umano in quanto "causa" del cambiamento climatico e sugli effetti catastrofici che questo genera. In questo senso, la cli-fi mostra di aver influenzato, o comunque di inserirsi, all’interno dei più recenti filoni fantascientifici, tra cui Leida e Leikam citano anche il Solarpunk, sebbene quest’ultimo si caratterizzi per un’enfasi più marcata su una concezione ottimista di futuro.
Tra le pubblicazioni che meglio rappresentano il genere letterario vi è Solar (2010) di Ian McEwan che racconta la storia di un premio Nobel che cerca di ricavare energia rinnovabile replicando il processo di fotosintesi delle piante. L'altro grande nome del genere è Margaret Atwood autrice di una trilogia in cui un pianeta sempre più sopraffatto dai cambiamenti climatici e in cui viene fatto largo uso dell'ingegneria genetica viene colpito da un'epidemia. L'ultimo degli uomini (Oryx and Crake) del 2003, L'anno del Diluvio (The Year of the Flood) del 2009 e L'altro inizio (MadAddam) del 2013, sono i tre titoli della trilogia distopica.
Alcuni scrittori hanno trattato tematiche simili ancora prima che si parlasse di cambiamenti climatici. È il caso di Jules Verne in Il mondo sottosopra (1889) in cui i protagonisti devono lottare per riportare l'asse terrestre nella sua posizione iniziale. J. G. Ballard pubblica Il vento dal nulla (1961) che narra dell'arrivo di un uragano capace di distruggere tutti gli edifici e le opere umane. In Il mondo sommerso (1962) il riscaldamento globale provoca lo scioglimento dei ghiacciai e l'innalzamento dei mari che sommergono le maggiori città europee e nordamericane. Terra bruciata (1964) descrive un mondo in cui l'acqua scarseggia a causa dell'inquinamento che ha bloccato il processo di evaporazione delle acque dei mari.
Nel 2024 è stato istituito il premio letterario britannico "Climate fiction prize" destinato a romanzi incentrati sulla crisi climatica con un premio per l'opera vincitrice di 10000 sterline.

## Letteratura
In campo letterario, alcuni esempi del filone sono rappresentati dalle opere:
- Bruce Sterling, Atmosfera mortale (1994)[4], ripubblicato come Atmosfera letale
- Alan Weisman, Il mondo senza di noi (2007)[1]
- Paolo Bacigalupi La ragazza meccanica (The Windup Girl, 2009), Ship Breaker (2010), The Drowned Cities (2012),  The Water Knife (2015), Tool of War (2017)[1]
- Nathaniel Rich, Odds Against Tomorrow (2013)[1]
- Elizabeth Kolbert,  La sesta estinzione: una storia innaturale (The Sixth Extinction: An Unnatural History, 2014)[1]
- Bruno Arpaia, Qualcosa, là fuori (2016)[1]

## Cinema
Nel cinema, alcuni esempi del filone sono rappresentati dai film:
- 2022: i sopravvissuti (Soylent Green), 1973)[5]
- The Day After Tomorrow - L'alba del giorno dopo, 2004[5]
- WALL•E, 2008[5]
- Snowpiercer, 2013[5]
- Mad Max: Fury Road, 2015[5]